# Лентинг
Лентинг (њем. Lenting) општина је у њемачкој савезној држави Баварска. Једно је од 30 општинских средишта округа Ајхштет. Према процјени из 2010. у општини је живјело 4.772 становника. Посједује регионалну шифру (AGS) 9176143.

## Географски и демографски подаци
Лентинг се налази у савезној држави Баварска у округу Ајхштет. Општина се налази на надморској висини од 385 метара. Површина општине износи 8,5 km². У самом мјесту је, према процјени из 2010. године, живјело 4.772 становника. Просјечна густина становништва износи 563 становника/km².